# Foszfor-pentabromid
A foszfor-pentabromid reakcióképes, sárga színű, mérgező anyag, szén-diszulfidban és szén-tetrakloridban oldódik. Képlete PBr5, szerkezete szilárd állapotban PBr+4 Br−, de gázállapotban teljesen PBr3-ra és Br2-ra disszociál. A gőzfázis gyors, 15 K-re történő lehűtésével [PBr4]+[Br3]− szerkezetű ionos anyag keletkezik.
A szerves kémiában savbromidok karbonsavból történő előállítására használják. Erősen korrozív, óvatosan kezelendő anyag. 100 °C fölött foszfor-tribromidra és brómra bomlik:
PBr5  →  PBr3  +  Br2

## Fordítás
Ez a szócikk részben vagy egészben a Phosphorus pentabromide című angol Wikipédia-szócikk ezen változatának fordításán alapul.  Az eredeti cikk szerkesztőit annak laptörténete sorolja fel. Ez a jelzés csupán a megfogalmazás eredetét és a szerzői jogokat jelzi, nem szolgál a cikkben szereplő információk forrásmegjelöléseként.